# Jacinto Herrero
Jacinto Herrero Esteban  (Langa, 1931 - Ávila, 19 de diciembre de 2011), fue un escritor, profesor  y sacerdote católico español.
Se licenció en Filología Románica en la Universidad Complutense de Madrid. Vivió en Perugia (Italia) y en Nicaragua, donde conoció y entabló amistad con escritores como Thomas Merton, Pablo Antonio Cuadra y Ernesto Cardenal. [cita requerida] Durante gran parte de su vida ha ejercido como profesor de literatura en el Colegio Diocesano de la Asunción de Nuestra Señora,  - vulgo "Dioce"- en Ávila capital..
Sus principales referencias literarias son la Biblia, la literatura española del Renacimiento, los clásicos grecolatinos y la poesía italiana. Ha traducido poemas de Giacomo Leopardi y Salvatore Quasimodo.
Ha recibido, entre otros, los premios Anthropos de poesía, Jaime Ferrán, Rocamador y Fray Luis de León. En 2007 se le nombró Hijo Adoptivo de la ciudad de Ávila. El Premio Cervantes y amigo personal de Jacinto Herrero José Jiménez Lozano habló de él en estos términos en una entrevista: “Podrá no haber recibido los honores del público, pero sí de los lectores pues no es un poeta censado en Corte, sino un clérigo que escribe poesía. Sus poemas llevan la singularidad del yo, de ahí que no sea un producto de multitudes, porque la multitud siempre se equivoca”.
Es fundador y director de la colección de poesía "El toro de granito".
En octubre de 2013 la familia de Jacinto firmó la cesión de su biblioteca (casi 4.000 volúmenes) y diversos objetos personales para la creación de la Biblioteca Jacinto Herrero en la Universidad Católica de Ávila (UCAV).

## Obras

### Poesía
- El monte de la loba (Ávila, 1964)
- Tierra de conejos. Premio Rocamador, 1965. (Palencia, 1967)
- Ávila la casa (Salamanca, 1969)
- La trampa del cazador (Madrid, Adonais, 1974)
- Solejar de las aves (Bilbao, 1980)
- Los poemas de Ávila y Solejar de las aves (Ávila, 1982)
- Noche y día (Ávila, 1985)
- La golondrina en el cabrio. Premio Ánthropos de poesía 1992. (Barcelona, Anthropos, 1993)
- Analecta última (Ávila, 2003)
- La herida de Odiseo. Premio Fray Luis de León de poesía, 2005 (Salamanca, Junta de Castilla y León, (2005)
- Grito de Alcaraván. Antología. (Madrid, Vitruvio, 2006)

### Prosa
- Aproximación a Robles Dégano (Ávila, 1987)
- En Ávila sin ira (Ávila, 1991)
- Ávila en el ʼ98 (Ávila 1998)
- Escritos recobrados (Ávila, 2007).